# 1999 (альбом)
1999 — пятый студийный альбом американского певца и композитора Принса, выпущенный 27 октября 1982 года на лейбле Warner Bros. Records.

## Об альбоме
Заглавный трек, «1999», является протестом против распространения ядерного оружия и стал первым хитом Принса, попавшим в первую десятку хит-парадов стран за пределами Соединённых Штатов.
1999 является первым альбомом певца, который попал в Топ-10 американского чарта Billboard 200, достигнув #9, а также стал пятым самым продаваемым альбомом 1983 года. 1999 был прорывным альбомом для Принса, но самым большим успехом стал его следующий альбом Purple Rain (1984).
Согласно Rolling Stone Album Guide, «1999 может быть самым влиятельным альбомом Принса».
В 2003 году телесеть VH1 разместила альбом под #49 в списке величайших альбомов всех времён. Также 1999 попал в список, составленный журналом Slant Magazine «50 самых значимых поп-альбомов», и разместился под #8 в списке, составленном этим же журналом «Лучшие альбомы 1980-х годов».
В 2003 году журнал Rolling Stone поместил альбом на 163-ю позицию в списке «500 величайших альбомов всех времён». 

В 2008 году альбом был включён в Зал славы премии «Грэмми».
Наступление 1999 года Принс отметил выпуском макси-сингла «1999: The New Master».
29 ноября 2019 года было издано супер-делюкс издание альбома на 5 CD и 1 DVD. На нём содержатся 35 ранее не публиковавшихся записей Принса, записанных в период с ноября 81 по январь 1983 года, а также первое с момента издания альбома переиздание. В преддверии выпуска переиздания альбома Prince Estate совместно с Warner Bros. Records и The Current запустили подкаст под названием «Prince: the story of 1999».

## Список композиций

### Оригинальное издание на 2 LP
| №  | Название              | Автор(ы) | Длительность |
| -- | --------------------- | -------- | ------------ |
| 1. | «1999»                | Prince   | 6:15         |
| 2. | «Little Red Corvette» | Prince   | 5:03         |
| 3. | «Delirious»           | Prince   | 4:00         |

| №  | Название                      | Автор(ы) | Длительность |
| -- | ----------------------------- | -------- | ------------ |
| 4. | «Let’s Pretend We’re Married» | Prince   | 7:21         |
| 5. | «D.M.S.R.»                    | Prince   | 8:17         |

| №  | Название                                    | Автор(ы) | Длительность |
| -- | ------------------------------------------- | -------- | ------------ |
| 6. | «Automatic»                                 | Prince   | 9:28         |
| 7. | «Something in the Water (Does Not Compute)» | Prince   | 4:02         |
| 8. | «Free»                                      | Prince   | 5:08         |

| №   | Название                             | Автор(ы) | Длительность |
| --- | ------------------------------------ | -------- | ------------ |
| 9.  | «Lady Cab Driver»                    | Prince   | 8:19         |
| 10. | «All the Critics Love U in New York» | Prince   | 5:59         |
| 11. | «International Lover»                | Prince   | 6:37         |

В Бразилии пластинки были выпущены раздельно, как 1999 I и 1999 II

### Версия 1-LP
| №  | Название              | Автор(ы) | Длительность |
| -- | --------------------- | -------- | ------------ |
| 1. | «1999»                | Prince   | 6:15         |
| 2. | «Little Red Corvette» | Prince   | 5:03         |
| 3. | «Delirious»           | Prince   | 4:00         |
| 4. | «Free»                | Prince   | 5:08         |

| №  | Название                                    | Автор(ы) | Длительность |
| -- | ------------------------------------------- | -------- | ------------ |
| 1. | «Let’s Pretend We’re Married»               | Prince   | 7:21         |
| 2. | «Something in the Water (Does Not Compute)» | Prince   | 4:02         |
| 3. | «Lady Cab Driver»                           | Prince   | 8:19         |

## Ремастеринг, делюкс и супер-делюкс издания
29 ноября 2019 года альбом был переиздан в Remastered, Deluxe и Super Deluxe изданиях. 

Ремастеринг-издание содержит переиздание оригинальных треков альбома.

Deluxe издание содержит переиздание альбома, а также бонусный диск со всеми синглами, макси-синглами и промомиксами, в том числе би-сайдами.

Super Deluxe издание содержит четыре дополнительных диска. На первых двух из них содержатся 24 ранее не публиковавшиеся студийные записи Принса, записанные в период с ноября 1981 года по январь 1983, на третьем содержится полная аудиозапись концерта, записанная в Детройте, Мичиган 30 ноября 1982 года. На последнем диске в формате DVD содержится полный раннее не публиковавшийся концерт Принса, записанный многокамерной съёмкой в Хьюстон Саммите 29 декабря 1982 года.
Альбом также был переиздан в форматах 2 LP, 4 LP и 10 LP + DVD.
| №   | Название                                    | Длительность |
| --- | ------------------------------------------- | ------------ |
| 1.  | «1999»                                      |              |
| 2.  | «Little Red Corvette»                       |              |
| 3.  | «Delirious»                                 |              |
| 4.  | «Let's Pretend We're Married»               |              |
| 5.  | «D.M.S.R.»                                  |              |
| 6.  | «Automatic»                                 |              |
| 7.  | «Something in the Water (Does Not Compute)» |              |
| 8.  | «Free»                                      |              |
| 9.  | «Lady Cab Driver»                           |              |
| 10. | «All the Critics Love U in New York»        |              |
| 11. | «International Lover»                       |              |

| №   | Название                                                    | Длительность |
| --- | ----------------------------------------------------------- | ------------ |
| 1.  | «1999 (7″ Stereo Edit)»                                     |              |
| 2.  | «1999 (7″ Mono Promo-only Edit)»                            |              |
| 3.  | «Free (Promo-only Edit)»                                    |              |
| 4.  | «How Come You Don’t Call Me Anymore (“1999″ B-side)»        |              |
| 5.  | «Little Red Corvette (7″ Edit)»                             |              |
| 6.  | «All The Critics Love U In New York (7” Edit)»              |              |
| 7.  | «Lady Cab Driver (7″ Edit)»                                 |              |
| 8.  | «Little Red Corvette (Dance Remix Promo-only Edit)»         |              |
| 9.  | «Little Red Corvette (Special Dance Mix)»                   |              |
| 10. | «Delirious (7” Edit)»                                       |              |
| 11. | «Horny Toad (“Delirious” B-side)»                           |              |
| 12. | «Automatic (7″ Edit)»                                       |              |
| 13. | «Automatic (Video Version)»                                 |              |
| 14. | «Let’s Pretend We’re Married (7″ Edit)»                     |              |
| 15. | «Let’s Pretend We’re Married (7″ Mono Promo-only Edit)»     |              |
| 16. | «Irresistible Bitch (“Let’s Pretend We’re Married” B-side)» |              |
| 17. | «Let’s Pretend We’re Married (Video Version)»               |              |
| 18. | «D.M.S.R. (Edit)»                                           |              |

| №   | Название                                                       | Длительность |
| --- | -------------------------------------------------------------- | ------------ |
| 1.  | «Feel U Up»                                                    |              |
| 2.  | «Irresistible Bitch»                                           |              |
| 3.  | «Money Don’t Grow On Trees»                                    |              |
| 4.  | «Vagina»                                                       |              |
| 5.  | «Rearrange»                                                    |              |
| 6.  | «Bold Generation»                                              |              |
| 7.  | «Colleen»                                                      |              |
| 8.  | «International Lover (Take 1, Live in Studio)»                 |              |
| 9.  | «Turn It Up»                                                   |              |
| 10. | «You’re All I Want»                                            |              |
| 11. | «Something In The Water (Does Not Compute) (Original Version)» |              |
| 12. | «If It’ll Make U Happy»                                        |              |
| 13. | «How Come U Don’t Call Me Anymore? (Take 2, Live in Studio)»   |              |

| №   | Название                                                                           | Длительность |
| --- | ---------------------------------------------------------------------------------- | ------------ |
| 1.  | «Possessed (1982 version)»                                                         |              |
| 2.  | «Delirious (full length)»                                                          |              |
| 3.  | «Purple Music»                                                                     |              |
| 4.  | «Yah, You Know»                                                                    |              |
| 5.  | «Moonbeam Levels (previously released on the 2016 compilation, 4Ever»              |              |
| 6.  | «No Call U»                                                                        |              |
| 7.  | «Can’t Stop This Feeling I Got»                                                    |              |
| 8.  | «Do Yourself A Favor»                                                              |              |
| 9.  | «Don’t Let Him Fool Ya»                                                            |              |
| 10. | «Teacher, Teacher»                                                                 |              |
| 11. | «Lady Cab Driver / I Wanna Be Your Lover / Head / Little Red Corvette (tour demo)» |              |

| №   | Название                            | Длительность |
| --- | ----------------------------------- | ------------ |
| 1.  | «Controversy»                       |              |
| 2.  | «Let’s Work»                        |              |
| 3.  | «Little Red Corvette»               |              |
| 4.  | «Do Me, Baby»                       |              |
| 5.  | «Head»                              |              |
| 6.  | «Uptown»                            |              |
| 7.  | «Interlude»                         |              |
| 8.  | «How Come U Don’t Call Me Anymore?» |              |
| 9.  | «Automatic»                         |              |
| 10. | «International Lover»               |              |
| 11. | «1999»                              |              |
| 12. | «D.M.S.R.»                          |              |

| №   | Название                                                            | Длительность |
| --- | ------------------------------------------------------------------- | ------------ |
| 1.  | «Controversy»                                                       |              |
| 2.  | «Let’s Work»                                                        |              |
| 3.  | «Do Me, Baby»                                                       |              |
| 4.  | «D.M.S.R.»                                                          |              |
| 5.  | «Interlude – piano improvisation (contains elements of “With You”)» |              |
| 6.  | «How Come U Don’t Call Me Anymore?»                                 |              |
| 7.  | «Lady Cab Driver»                                                   |              |
| 8.  | «Automatic»                                                         |              |
| 9.  | «International Lover»                                               |              |
| 10. | «1999»                                                              |              |
| 11. | «Head (contains elements of “Sexuality”)»                           |              |

## Участники записи
- Принс — вокал, инструменты
- Дез Дикерсон — соведущий вокал (1), гитарные соло и бэк-вокал (2)
- Лиза Коулман — соведущий вокал (1), бэк-вокал (3, 5, 6, 8)
- Джилл Джонс — соведущий вокал (1), бэк-вокал (6, 8, 9)
- Вэнити — бэк-вокал (8)
- Венди Мельвойн — бэк-вокал (8)

## Хит-парады
| Хит-парад (1982)                       | Позиция |
| -------------------------------------- | ------- |
| Australian Albums (Kent Music Report)  | 35      |
| Канада (RPM Top Albums/CDs)            | 23      |
| Нидерланды (Album Top 100)             | 45      |
| Новая Зеландия (RMNZ)                  | 6       |
| Великобритания (UK Albums Chart)       | 30      |
| США (Billboard 200)                    | 9       |
| США (Billboard Top R&B/Hip-Hop Albums) | 4       |
| Хит-парад (2016)                       | Позиция |
| Венгрия (MAHASZ)                       | 33      |
| Швейцария (Schweizer Hitparade)        | 51      |
| Великобритания (UK Albums Chart)       | 28      |
| США (Billboard 200)                    | 7       |
| Хит-парад (2019)                       | Позиция |
| Бельгия/Фландрия (Ultratop)            | 12      |
| Германия (Offizielle Top 100)          | 37      |

| Хит-парад (1983) | Позиция |
| ---------------- | ------- |
| US Billboard 200 | 5       |
| Хит-парад (1984) | Позиция |
| US Billboard 200 | 22      |

## Сертификация
| Регион | Сертификация  | Продажи    |
| --- | ------------- | ---------- |
| Канада (Music Canada) | Золотой       | 50 000^    |
| Новая Зеландия (RMNZ) | Золотой       | 7500^      |
| Великобритания (BPI) | Платиновый    | 300 000^   |
| США (RIAA) | 4× Платиновый | 4 000 000^ |
| * Данные о продажах приведены только на основе сертификации. ^ Данные о тиражах приведены только на основе сертификации. |               |            |